# Bisdom Matagalpa
Het bisdom Matagalpa (Latijn: Dioecesis Matagalpensis) is een rooms-katholiek bisdom met als zetel Matagalpa, hoofdstad van het gelijknamige departement Matagalpa, in Nicaragua. Het bisdom is suffragaan aan het aartsbisdom Managua. 

## Geschiedenis
Het bisdom werd opgericht op 19 december 1924, uit delen van het aartsbisdom Managua. 

## Parochies
Het bisdom had in 2021 een oppervlakte van 6.804 km2 en telde 643.000 inwoners waarvan 95,8% rooms-katholiek was.

## Bisschoppen
- Isidro Carrillo y Salazar (24 december 1924 - 16 april 1931)
- Vicente Alejandro González y Robleto (29 januari 1932 - 9 april 1938)
- Isidro Augusto Oviedo y Reyes (11 december 1939 - 13 juni 1946)
- Octavio José Calderón y Padilla (13 juni 1946 - 22 juni 1970)
  - Miguel Obando Bravo (hulpbisschop: 18 januari 1968 - 16 februari 1970; kardinaal in 1985)
- Julián Luis Barni Spotti (22 juni 1970 - 18 juni 1982)
- Carlos José Santi Brugia (18 juni 1982 - 15 mei 1991)
- Leopoldo José Brenes Solórzano (2 november 1991 - 1 april 2005; kardinaal in 2014)
- Jorge Solórzano Pérez (15 oktober 2005 - 11 maart 2010)
- Rolando José Álvarez Lagos (8 maart 2011 - heden)

## Galerij van afbeeldingen

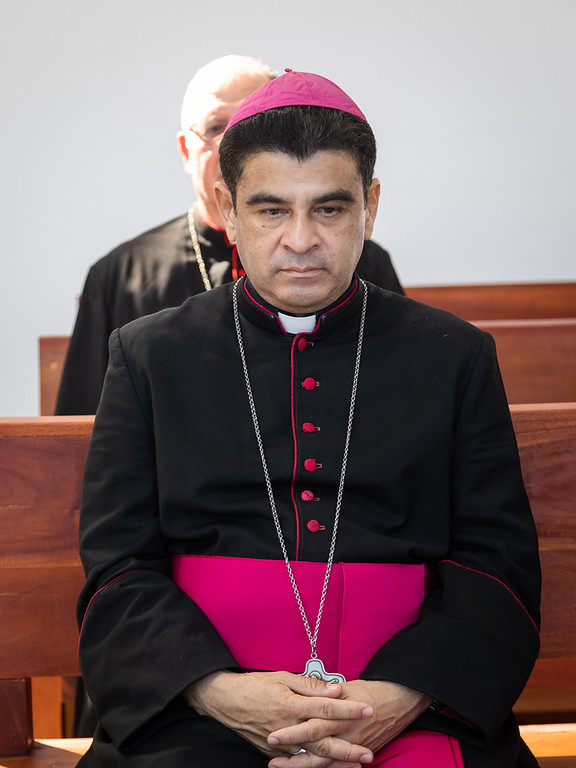
Rolando Álvarez, bisschop 2011-heden
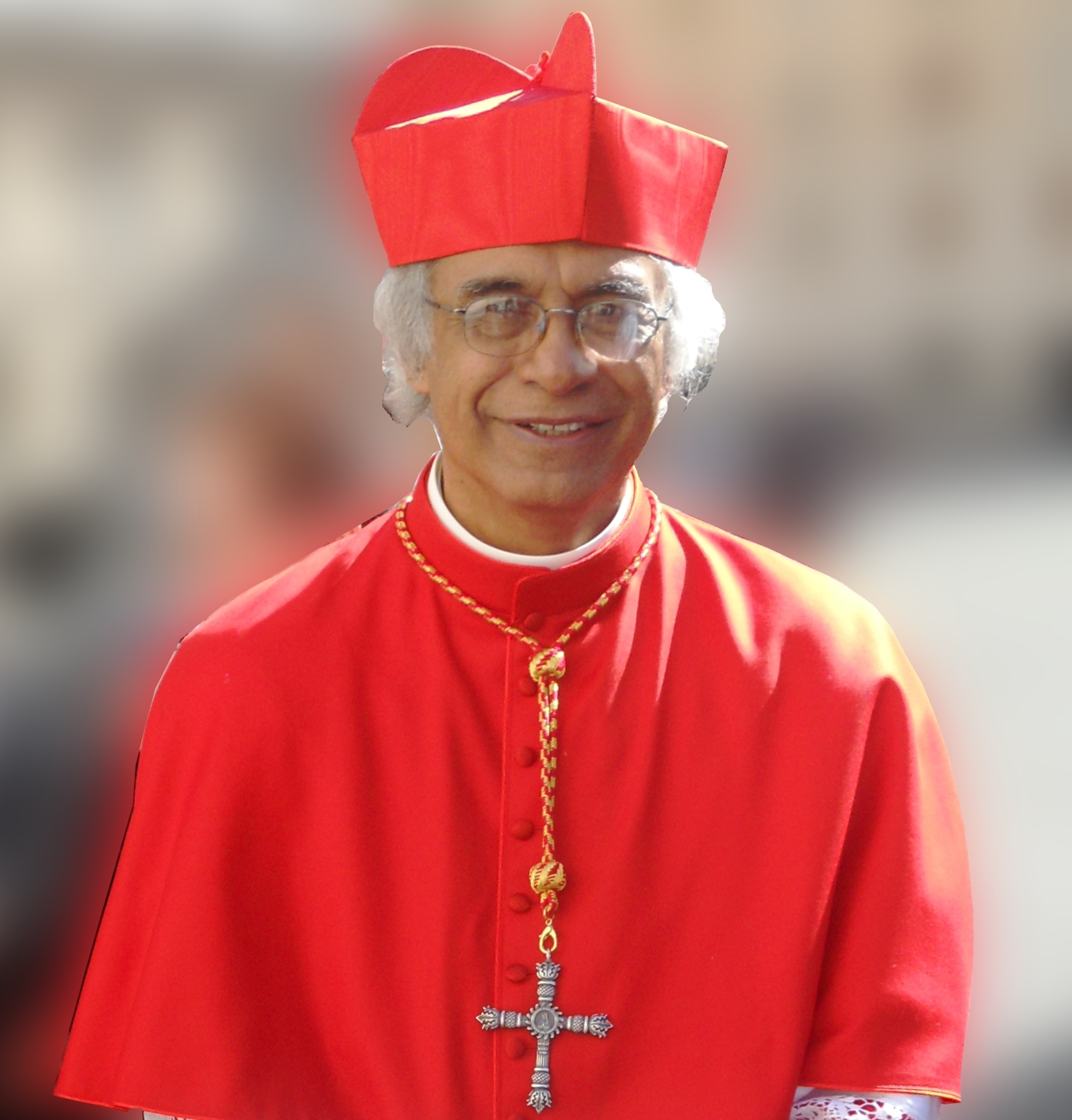
Leopoldo Brenes, bisschop 1991-2005, later kardinaal
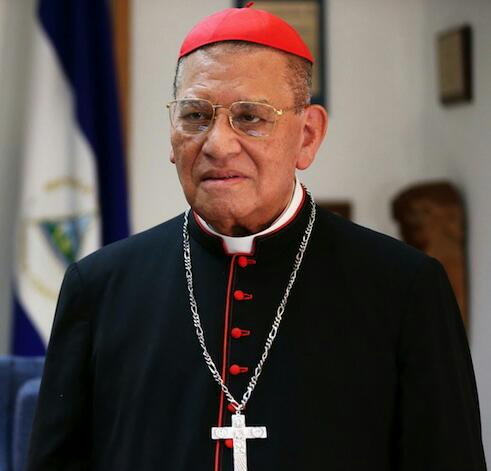
Miguel Obando Bravo, hulpbisschop 1968-1970, later kardinaal